# Молодёжное (Аркалыкская городская администрация)
Молодёжное (каз. Молодёжный) — село в Костанайской области Казахстана. Находится в подчинении городской администрации Аркалыка. Административный центр и единственный населённый пункт Молодёжного сельского округа. Код КАТО — 391659100.

## Население
В 1999 году население села составляло 851 человек (415 мужчин и 436 женщин). По данным переписи 2009 года, в селе проживало 499 человек (256 мужчин и 243 женщины).